# شهرستان هپو
شهرستان هِپو یا شهرستان هه‌پو (به لاتین: Hepu County) یک منطقهٔ مسکونی در چین است که در بیهای واقع شده‌است. شهرستان هپو ۲٬۳۸۰ کیلومتر مربع مساحت و ۹۳۰٬۹۱۴ نفر جمعیت دارد و ۱۲ متر بالاتر از سطح دریا واقع شده‌است.